# San Antonio (Schiff, 1505)
Die San Antonio war das größte der fünf Schiffe von Ferdinand Magellans Flotte für die Expedition zu den Molukken in westlicher Richtung. Das Schiff sollte die Reise jedoch nicht bis zum Ende begleiten.

## Planung und Bau

### Planung
Die San Antonio wurde um 1505 zum ersten Mal erwähnt, als der spanische König wieder etwas mehr Entdecker und Seefahrer auf große Reisen schicken wollte. Das Schiff war, für die damaligen Zeiten, eine relativ große Karacke mit einem großen Laderaum. Sie sollte, wie die meisten anderen Schiffe zu dieser Zeit auch, ein Dreimastschiff werden.

### Bau
Zwischen 1506 und 1510 wurde die San Antonio schließlich so gebaut, wie man es geplant hat, nämlich mit drei Masten, sechs Decks, einem Heckruder und etwa 130 Registertonnen.

## Geschichte
Die San Antonio hatte noch keine richtig große Fahrt hinter sich gebracht, bis die spanische Krone Ferdinand Magellan das Schiff für die erste Weltumsegelung zur Verfügung stellte. So stach die kleine Flotte von fünf Schiffen – abgesehen von der San Antonio gab es noch die Trinidad, die Victoria, die Concepción und die Santiago – am 10. August 1519 von Sevilla mit Kurs auf den Norden Westafrikas in See. Erst etwa auf dem 12. nördlichen Breitengrad drehte Magellan nach Westen ab, in Richtung Amerika. Nach einem Halt in der Bucht von Rio de Janeiro suchten die Schiffe nach der Durchfahrt vom Atlantik zum Pazifik. Als sie diese gefunden hatten, schickte Ferdinand Magellan die San Antonio und die Concepción zur Erkundung der Straße voraus. Doch von den beiden ausgesandten Schiffen kehrt nur die Concepción unter Serrano zurück. Erneut hatte sich auf der San Antonio eine Meuterei abgespielt, nachdem eine erste Meuterei bereits im April 1520 bei Puerto San Julián niedergeworfen werden konnte. Der neue Kapitän Álvaro de Mezquita wurde gefangen gesetzt. Das größte Schiff desertierte mit einem Großteil der Vorräte an Bord und kehrte am 6. Mai 1521 nach Spanien zurück. Anführer der Meuterei war der Steuermann Estêvão Gomes gewesen. Die Teilnahme an der Expedition war für die San Antonio bereits in der Magellanstraße (die erst später nach Ferdinand Magellan, dem Entdecker der Straße, benannt wurde) zu Ende. Da die Santiago bereits vorher beim Auskundschaften der Passage gesunken war, verblieben Magellan nur noch drei Schiffe für die Weiterfahrt. Die Seeleute der San Antonio wurden nach ihrer Ankunft in Sevilla festgesetzt und – nach eingehender Befragung durch ein Gericht – fünf Monate später wieder freigelassen.

## Technische Daten
- Länge: ca. 35 Meter
- Breite: 10 bis 12 Meter
- Laderaum: 130 Registertonnen

## Schiffsdaten
- Name: San Antonio
- Stapellauf: Zwischen 1507 und 1510

## Wissenswertes
Die San Antonio war das größte der fünf Schiffe von Magellans Reise.
Der erste Kapitän der San Antonio, Juan de Cartagena, wurde nach der Meuterei von San Julian zusammen mit dem Schiffsgeistlichen Sanchez de Reina, etwas Wein und Brot, sowie einem Schwert, auf einer Sandbank in Sichtweite der Küste von Patagonien ausgesetzt.